# الجمهورية الرومانية (القرن 18)
الجمهورية الرومانية (بالإيطالية: Repubblica Romana)‏ أعلنت يوم 15 فبراير 1798 بعد أن غزا لوي ألكساندر برتييه وهو أحد جنرالات نابليون بونابرت مدينة روما في 10 فبراير.